# Yaginumaella lobata
Yaginumaella lobata là một loài nhện trong họ Salticidae.
Loài này thuộc chi Yaginumaella. Yaginumaella lobata được Peng, Tso & Li miêu tả năm 2002.